# Redcar les adorables étoiles (prologue)
Redcar les adorables étoiles (prologue) es el tercer álbum de estudio por el cantante francés Christine and the Queens, publicado el 11 de noviembre de 2022. En el álbum, Héloïse Letissier adopta el apodo de Redcar, al igual que adoptó el apodo de Chris en su álbum anterior, Chris (2018). Es el primer álbum de una serie, seguido del segundo álbum de Redcar en 2023. Fue precedido por los sencillos «Je te vois enfin», «Rien dire» y «La chanson du chevalier». Christine and the Queens realizaron dos espectáculos en el Cirque d'hiver de París para promocionar el álbum en noviembre de 2022, y en el Royal Festival Hall de Londres el 22 de noviembre.

## Antecedentes
Letissier trabajó en el álbum con el productor Mike Dean, quien lo contactó en 2021 y “sugirió que colaboraran”, y Letissier luego viajó a Los Ángeles para trabajar con Dean. Letissier grabó el álbum en dos semanas, y lo describió como una ópera rock. Letissier adoptó la personalidad de Redcar para el proyecto, describiendo a Redcar como una “figura suave con un guante rojo”. Letissier adoptó el nombre después de ver repetidamente autos rojos mientras estaba en Los Ángeles en 2020. Después de la muerte de su madre en 2019, lo tomó como una “señal supersticiosa”, y explicó: “Era como si un ángel estuviera cabeceando, rociando su magia en mi mundo. Es mi elección vivir en esta poesía extraña y hermosa, y Redcar es un emblema de esa elección”.
El lanzamiento del álbum se retrasó del 28 de septiembre al 11 de noviembre de 2022 debido a que Letissier se lesionó durante los ensayos.

## Lista de canciones
Todas las letras escritas por Héloïse Letissier, toda la música compuesta por Héloïse Letissier, excepto donde esta anotado. 
| Lista de canciones de Redcar les adorables étoiles (prologue) |                                                                                          |          |  |
| N.º                                                           | Título                                                                                   | Duración |  |
| 1.                                                            | «Ma bien aimée bye bye»                                                                  | 4:31     |  |
| 2.                                                            | «Tu sais ce qu'il me faut»                                                               | 4:45     |  |
| 3.                                                            | «La chanson du chevalier»                                                                | 3:36     |  |
| 4.                                                            | «Rien dire» (Letissier, Prinzly, Ash Workman, Ponko)                                     | 3:02     |  |
| 5.                                                            | «La clairefontaine»                                                                      | 3:14     |  |
| 6.                                                            | «Les étoiles»                                                                            | 3:19     |  |
| 7.                                                            | «Mémoire des ailes»                                                                      | 2:37     |  |
| 8.                                                            | «Looking for Love»                                                                       | 3:14     |  |
| 9.                                                            | «My Birdman» (Letissier, Francis Teddy Osei, Norman Gimbel, Charles Fox, Michael Tontoh) | 4:20     |  |
| 10.                                                           | «Combien de temps» (Letissier, Claudia De Held)                                          | 8:30     |  |
| 11.                                                           | «Je te vois enfin»                                                                       | 3:25     |  |
| 12.                                                           | «Angelus»                                                                                | 4:40     |  |
| 13.                                                           | «Les âmes amantes»                                                                       | 3:47     |  |

## Posicionamiento
| Gráfica (2022)                            | Pico de posición |
| ----------------------------------------- | ---------------- |
| Australia (ARIA Digital Album Chart)      | 23               |
| Bélgica (Flandes) (Ultratop 200 Albums)   | 25               |
| Bélgica (Valonia) (Ultratop 200 Albums)   | 22               |
| Francia (SNEP)                            | 36               |
| Escocia (Scottish Albums Chart)           | 15               |
| Suiza (Schweizer Hitparade)               | 36               |
| Reino Unido (UK Albums Chart)             | 45               |
| Reino Unido (UK Independent Albums Chart) | 7                |